# 5 000 m féminin à la Ligue de diamant 2012
Navigation
2011
L'épreuve du 5 000 mètres féminin de la Ligue de diamant 2012 se déroule du 11 mai au 7 septembre 2012. La compétition fait successivement étape à Doha, Rome, New York, Monaco, Lausanne, Birmingham et Bruxelles.

## Calendrier
| Date             | Meeting                         | Ville      | Pays        |
| ---------------- | ------------------------------- | ---------- | ----------- |
| 11 mai 2012      | Qatar Athletic Super Grand Prix | Doha       | Qatar       |
| 31 mai 2012      | Golden Gala                     | Rome       | Italie      |
| 9 juin 2012      | Meeting de New York             | New York   | États-Unis  |
| 20 juillet 2012  | Meeting Herculis                | Monaco     | Monaco      |
| 23 août 2012     | Athletissima                    | Lausanne   | Suisse      |
| 26 août 2012     | Aviva Birmingham Grand Prix     | Birmingham | Royaume-Uni |
| 7 septembre 2012 | Mémorial Van Damme              | Bruxelles  | Belgique    |

## Résultats
| Date | Meeting                 | 1er                                  | 1er   | 2e                                  | 2e    | 3e                             | 3e    |
| --- | ----------------------- | ------------------------------------ | ----- | ----------------------------------- | ----- | ------------------------------ | ----- |
| 11 mai 2012 | Doha 3 000 mètres       | Vivian Cheruiyot 8 min 46 s 44 (WL)  | 4 pts | Meseret Defar 8 min 46 s 49         | 2 pts | Sylvia Kibet 8 min 47 s 49     | 1 pt  |
| 31 mai 2012 | Rome 5 000 mètres       | Vivian Cheruiyot 14 min 35 s 62 (WL) | 4 pts | Meseret Defar 14 min 35 s 65        | 2 pts | Viola Kibiwot 14 min 39 s 53   | 1 pt  |
| 9 juin 2012 | New York 5 000 mètres   | Tirunesh Dibaba 14 min 50 s 80       | 4 pts | Meseret Defar 14 min 57 s 02        | 2 pts | Gelete Burka 15 min 02 s 74    | 1 pt  |
| 20 juillet 2012 | Monaco 3 000 mètres     | Mercy Cherono 8 min 38 s 51 (PB)     | 4 pts | Sylvia Kibet 8 min 39 s 14 (SB)     | 2 pts | Buze Diriba 8 min 39 s 65 (PB) | 1 pt  |
| 23 août 2012 | Lausanne 3 000 mètres   | Mercy Cherono 8 min 40 s 59          | 4 pts | Sylvia Kibet 8 min 42 s 44          | 2 pts | Veronica Nyaruai 8 min 43 s 54 | 1 pt  |
| 26 août 2012 | Birmingham 3 000 mètres | Mercy Cherono 8 min 41 s 21          | 4 pts | Vivian Cheruiyot 8 min 41 s 22 (SB) | 2 pts | Sally Kipyego 8 min 42 s 74    | 1 pt  |
| 7 septembre 2012 | Bruxelles 5 000 mètres  | Vivian Cheruiyot 14 min 41 s 01      | 8 pts | Mercy Cherono 14 min 47 s 18 (SB)   | 4 pts | Viola Kibiwot 14 min 47 s 88   | 2 pts |
| Records et Performances - AR : Record continental (area record) - CR : Record des championnats (championship record) - MR : Record du meeting (meet record) - NR : Record national (national record) - OR : Record olympique (olympic record) - PR : Record paralympique (paralympic record) - PB : Record personnel (personal best) - SB : Meilleure performance personnelle de la saison (season's best) - WL : Meilleure performance mondiale de l'année (world leader) - WJR : Record du monde junior (world junior record) - WR : Record du monde (world record) Circonstances et Conditions - DNF : N'a pas terminé (did not finish) - DNS : N'a pas pris le départ (did not start) - DQ : Disqualification (disqualification) - NM : Aucun essai valable enregistré (No Mark) - Q : Qualifié « directement » au prochain tour (ou à la prochaine compétition), lors d'une compétition majeure, grâce au classement ou à la réalisation des minima (automatic qualifier) - q : Qualifié au prochain tour (ou à la prochaine compétition), lors d'une compétition majeure, grâce au repêchage ou à la réalisation de l'une des meilleures performances parmi celles des « non qualifiés directement » (grâce au meilleur temps ou à la meilleure distance par exemple) (secondary qualifier) |                         |                                      |       |                                     |       |                                |       |

## Classement général
| Rang | Athlète          | Points |
| ---- | ---------------- | ------ |
| 1    | Vivian Cheruiyot | 18     |
| 2    | Mercy Cherono    | 16     |
| 3    | Sylvia Kibet     | 5      |
| 4    | Viola Kibiwott   | 3      |
| 5    | Buze Diriba      | 1      |
| 5    | Gelete Burka     | 1      |
| 5    | Veronica Nyaruai | 1      |
| 5    | Sally Kipyego    | 1      |